# سد جابر
سد جابر نام سدی است در بخش کوخرد شهرستان بستک در غرب استان هرمزگان در جنوب ایران واقع شده‌است.
سد جابر در حدود ۲۵۰ سال پیش‌ساخته شده‌است.
مردم جابر یا همان‌طور که خودشان دوست دارند همدیگر را صدا کنند (جابریها)، این سد را در آغاز دره (سَرگرد درواه) چان در زمان قدیم بنا نهاده‌اند که به‌وسیله آن، آب آن دره عمیق به سوی نخلهای منطقه جابر و (کل کادی) ببرند.
این منطقه‌ای کشاورزی در بادیه جنوبی کوخرد قرار دارد.

## محدوده منطقه جابر
از شمال رودخانه مهران و دهستان کوخرد، از جنوب (پشتخه جابر) و تنب جابر، از مغرب (کل کادی)، و از سمت مشرق به باغ زرد محدود می‌گردد.

## نامگذاری جابر
می‌گویند حاجی جابر گَپ اولین کسی بوده که در این منطقه نخل کاشته‌است، بنابراین این منطقه «جابر» نام‌گذاری شده‌است. جابر در مغرب باغ زرد، و در مشرق کل کادی قراردارد.
در منطقه جابر آب‌انبارهای متعدی وجود دارد که قدیمی‌ترین آن‌ها برکه جابر نام دارد.

## شاعر راستی می‌سراید
چنان‌که آقای راستی شاعر بزرگ کوخرد می‌فرماید:
| چون رسیدم من به جابر بیغمین |  | مردم پر مهر آنجا این چنین |
| با تُلمُبهَ می‌کشند آب از زمین  |  | پر ز سبزی فراوان آمده     |
| غربی جابر کل کادی بود       |  | جای بسیار خوب و آبادی بود |
| هم فرح بخش است و آزادی بود  |  | از وجود شیر مردان آمده    |

## حاجی جابر گَپ
نام برده یعنی «حاجی جابر گَپ» نخلهای وسیعی کاشته که امروزه به نخلستان جابر یا «جابر» معروف است، می‌گویند حاجی جابر گَپ جو و گندم در (پشتخه) جابر می‌کاشته و بعد از دِرُو وخَرمَن، دانه جو و گندم بادست خودش به آرد می‌کرده،
روایت است که آسیابی (آشی) داشته وبا آن جو و گندم نرم می‌کرده و آرد می‌نموده، در این مورد شاعر چنین گفته‌است:
| زار اَلجِبَالَ بِهَا مِن بَعد مَا رَحَلتَ |  | عَناَ «رَحَا» جابر وَالصُبحُ قَد جَشَراَ |

شاعر در این ابیات شکایت از دوران دارد که بعد از وفات حاجی جابر دیگر آن (آش) هم از کار افتاد و کسی بعد از حاجی جابر جو و گندم با آن آرد نکرد، و (رَحَا) هم مانند صاحبش که مُرد آن آلت پر جُمب وجوش هم بی نفع ماند و از کار افتاد، «رَحَا» بمعنای آش یا آسیاب است.
اما سد جابر هنوز با پرجا مانده و آبش به سوی نخلستان جابر و کلِ کادی می‌رود، و مزارع نخیل این مناطق را آبیاری می‌نماید. این سد از طرف شمال لمبیر ملکی و دُوکل کلاغ واقع می‌باشد.

## چوریکو
از دهانه سد کانال کشی شده‌است، این کانال با تبر وتیشه
در وسط تخته سنگی (دُوه) تراشیده شده‌است که آب سد از
آن عبور نماید، این کانال به گویش کوخردی «چوریکو»
نام دارد، از دهانه سد تا دهانه تُنبی که آن را
(وابند) می‌نامند ادامه دارد. قسمت‌هایی از
این کانال حتی ۲ یا ۳متر زُهری دارد، در
این قسمت از کانال گاه وقتی خوک
گراز در آن جاه می‌گیرند، ورفتن به درون آن خطرناک است.
آب سد جابر از این کانال عبور می‌کند تا اینکه
به وابند می‌رسد، در وابند آب سد به دو شاخه می‌شود، شاخه‌ای رو به‌طرف مشرق می‌رود، و شاخه دیگر رو به‌طرف مغرب.

## خور زهرو
شاخه‌ای که رو به‌طرف مغرب می‌رود در درواه خُورِه زُهرُو جریان می‌یابد،
این درواه کشت و پیچ زیادی دارد و دو کم بلند در دو طرف دره
وجود دارد که به نزدیک شدن دره از نخل‌ها از بلندی آن
کاسته می‌شود، یک درخت کنار تنومندی در وسط درواه
وجود دارد که هزارها سال از عمر آن می‌گذرد این
درخت به نام «کنار خُوره زُهرُو» معروف است. در واه
ادامه پیدا می‌یابد تا اینکه می‌رسد به جَدوَل
(آب بش) کل کادی کانال تقسیم آب سد و سپس به سوی نخل‌ها می‌رود.
اما قسمت مشرق درواه وابند مستقیماً به سوی نخلهای جابر می‌رود.

## فهرست منابع و مآخذ
- محمدیان، کوخردی، محمد، “ «به یاد کوخرد» “، ج۲. چاپ اول، دبی: سال انتشار ۲۰۰۳ میلادی.
- نگاره‌ها از: محمد محمدیان.
- محمد، صدیق «تارخ فارس» صفحه‌های (۵۰ ـ ۵۱ ـ ۵۲ ـ ۵۳)، چاپ سال ۱۹۹۳ میلادی.
- محمدیان، کوخردی، محمد،  (شهرستان بستک و بخش کوخرد) ، ج۱. چاپ اول، دبی: سال انتشار ۲۰۰۵ میلادی.
- الکوخردی، محمد، بن یوسف، (کُوخِرد حَاضِرَة اِسلامِیةَ عَلی ضِفافِ نَهر مِهران Kookherd, an Islamic District on the bank of Mehran River) الطبعة الثالثة، دبی: سنة ۱۹۹۷ للمیلاد.